# Пинокио (анимирани филм из 2022)
Пинокио (енгл. Pinocchio) амерички је фантастични филм из 2022. године, у режији Гиљерма дел Тора и Марка Густафсона, по сценарију Дел Тора и Патрика Макхејла. Темељи се на роману Пинокијеве пустоловине Карла Колодија. Главне улоге тумаче: Јуан Макгрегор, Дејвид Бредли, Грегори Мен, Берн Горман, Рон Перлман, Џон Туртуро, Фин Вулфхард, Кејт Бланчет, Тим Блејк Нелсон, Кристоф Валц и Тилда Свинтон.
Филм је 9. децембра 2022. приказао Netflix. Добио је позитивне рецензије критичара због своје анимације, визуелних ефеката, музике, приче, емоционалне тежине и гласовне глуме. Освојио је бројна признања, укључујући награде у категорији најбољег анимираног филма на додели Оскара, БАФТА, Златних глобуса и Филмских награда по избору критичара.

## Радња
Када Пинокио оживи, испоставило се да он није фин дечак, већ управо супротно, правећи несташлуке и изводећи зле трикове.

## Гласовне улоге
| Улога                | Глас             |
| -------------------- | ---------------- |
| Пинокио              | Грегори Мен      |
| Себастијан Џ. Црвчак | Јуан Макгрегор   |
| Ђепето               | Дејвид Бредли    |
| гроф Волп            | Кристоф Валц     |
| Плава вила           | Тилда Свинтон    |
| Спецатура            | Кејт Бланчет     |
| подеста              | Рон Перлман      |
| Свећњак              | Фин Вулфхард     |
| свештеник            | Берн Горман      |
| доктор               | Џон Туртуро      |
| црни зечеви          | Тим Блејк Нелсон |
| Бенито Мусолини      | Том Кени         |